# Pseudokeijella
Pseudokeijella is een geslacht van kreeftachtigen uit de klasse van de Ostracoda (mosselkreeftjes).

## Soorten
- Pseudokeijella japonica (Ishizaki, 1981)
- Pseudokeijella lepralioides (Brady, 1880) Dingle, 1992
- Pseudokeijella reticulata (Whatley & Zhao (Yi-Chun), 1988) Dingle, 1992